# 天主教伊斯基亚教区
天主教伊斯基亚教区是罗马天主教在意大利南部坎帕尼亚大区那不勒斯附近的伊斯基亚岛所设立的一个教区，成立于1179年。